# Бабаков, Александр Михайлович
Алекса́ндр Миха́йлович Бабако́в (род. 8 февраля 1963, Кишинёв) — российский государственный и политический деятель, предприниматель. Заместитель председателя Государственной Думы Федерального собрания Российской Федерации VIII созыва от партии «Справедливая Россия — За правду» с 12 октября 2021 года.
Спецпредставитель Президента по взаимодействию с организациями соотечественников за рубежом.
Ранее являлся депутатом Государственной думы IV, V и VI созывов, заместителем Председателя Государственной Думы РФ V созыва (2007—2011), состоял в партиях «Родина», «Справедливая Россия» и «Единая Россия».
Из-за вторжения России на Украину, находится под санкциями всех стран Евросоюза, США, Великобритании и ряда других государств.

## Биография
Родился 8 февраля 1963 года в Кишинёве. Окончил школу с золотой медалью. В 16 лет стал мастером спорта по настольному теннису.
В 1985 году окончил экономический факультет Московского государственного университета (МГУ) им. М. В. Ломоносова (кафедру экономики зарубежных стран), входил в состав первички ВЛКСМ при университете, занимался комсомольской работой. После окончания университета поступил в аспирантуру, защитил кандидатскую диссертацию по теме «Государственное регулирование аграрных отношений в развивающихся странах», кандидат экономических наук.
В 1988 году работал на Вознесенском заводе по производству и выделке кож (Вознесенск, Николаевская область).
С начала 1990-х и до декабря 2003 года входил в совет директоров украинской компании Промсвязь, которая занималась производством компьютерных программ и 90 % продукции поставляла Укртелекому.
С 1995 года является генеральным директором российского ООО «Запад-ИК».
С 1998 года по 2003 год занимался научной и преподавательской деятельностью на кафедре экономической теории МГУ. В 1994—2003 годах занимал должность генерального директора инвестиционной компании «Запад-ИК».
С декабря 1998 года — председатель наблюдательного совета коммерческого банка «Темпбанк» (Москва).
С 2001 года — председатель Совета директоров и совладелец футбольного клуба ЦСКА.
Является мажоритарным акционером ряда украинских энергетических предприятий, в том числе «Киевоблэнерго», «Одессаоблэнерго», «Житомироблэнерго», «Севастопольэнерго», «Кировоградоблэнерго», «Херсоноблэнерго», а также киевской гостиницы «Премьер-палас», гостиницы «Русь» и ялтинской гостиницы «Ореанда».

## Политическая деятельность

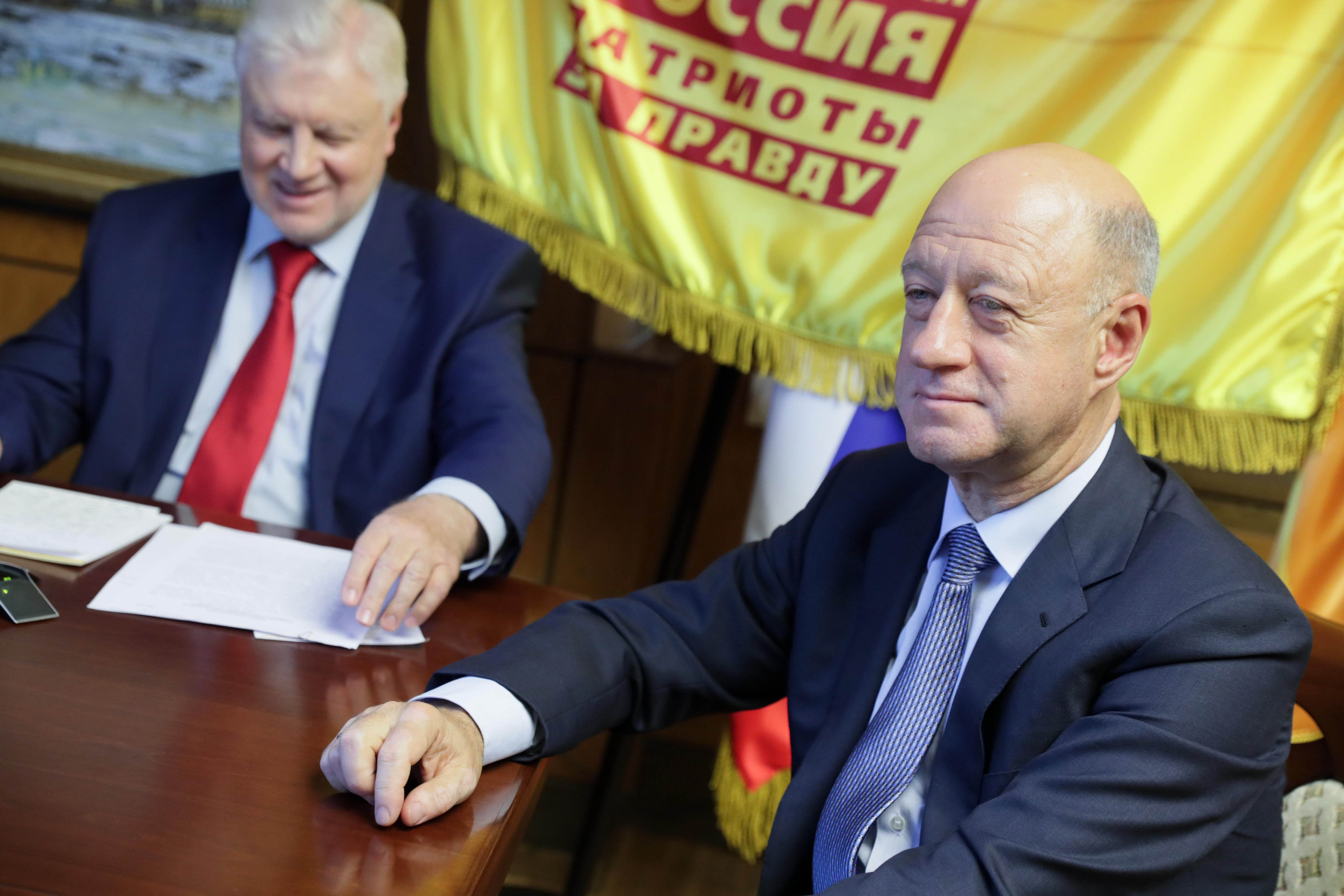
Сергей Миронов и Александр Бабаков на встрече с Владимиром Путиным после выборов в Государственную Думу, 2021 год

Летом 2003 года вступил в Партию Российских регионов «Родина» и был избран членом Политического совета партии.
7 декабря 2003 года был избран депутатом Государственной Думы РФ четвёртого созыва по общефедеральному списку избирательного объединения Родина (Народно-патриотический союз), занимал восьмое место в списке, был руководителем фракции «Справедливая Россия» — «Родина (Народно-патриотический союз)», заместителем председателя Комитета по энергетике, транспорту и связи. Считался СМИ основным спонсором избирательного объединения.
В 2004 году был избран председателем президиума партии «Родина», в 2005 году — сопредседателем фракции «Родина» в Государственной Думе РФ.
25 марта 2006 года на VI внеочередном съезде был избран Председателем Политической партии «Родина», сменил на этом посту Дмитрия Рогозина, который был вынужден уйти с поста в связи со скандалом, начавшимся осенью 2005 года после выхода в эфир предвыборного ролика «Родины», который был признан Верховным судом России разжигающим межнациональную рознь.
4 апреля 2006 года был избран руководителем фракции «Родина» в Государственной Думе РФ.
13 июля 2006 года научный руководитель Института проблем глобализации Михаил Делягин, за несколько дней до это исключенный из «Родины», призвал бывших соратников по партии провести внеочередной съезд и очистить ряды «Родины» от «антипартийной группировки Бабакова».
28 октября 2006 года Бабаков был избран секретарем президиума центрального совета политической партии «Справедливая Россия: Родина/Пенсионеры/Жизнь», а 27 апреля 2008 года на III съезде — первым секретарем президиума центрального совета партии.
2 декабря 2007 года был избран депутатом Государственной Думы РФ пятого созыва в составе федерального списка кандидатов, выдвинутого политической партией «Справедливая Россия: Родина/Пенсионеры/Жизнь».
24 декабря 2007 года, на первом заседании Думы пятого созыва, был избран одним из девяти заместителей председателя Госдумы Бориса Грызлова
С апреля 2006 года — член Совета при Президенте РФ по реализации приоритетных национальных проектов.
Заместитель председателя Парламентского Собрания Союза России и Белоруссии (избран 14 февраля 2008 года).

### Уход из «Справедливой России» в Общероссийский народный фронт
21 июля 2011 года появилась информация, что Бабаков вышел из партии Справедливая Россия и вступил в ОНФ «Единой России». Сообщалось, что он будет принимать участие в Праймериз Единой России от Пермского края. Приводилось открытое обращение, которое распространил Бабаков:

Когда в 2006 году мы с коллегами создавали «Справедливую Россию» на базе партии «Родина», мы предполагали стать конструктивной оппозицией партии власти, её интеллектуальным оппонентом. Нам виделась роль центра новых левых идей, главной задачей которого являлось бы построение социального государства. Мы не предполагали, что за пять лет партия маргинализируется, перейдет в жесткую оппозицию руководству страны…
Ни один человек, нацеленный на конструктивную работу, на дела, не сможет состоять в партии, основным содержанием деятельности которой становится борьба за место «под солнцем». Мы считаем, что выбранный руководством партии «Справедливая Россия» курс на войну с «Единой Россией» ошибочен и что главным политическим конкурентом «Справедливой России» как партии левой части политического спектра является КПРФ.

Сам Александр Бабаков в это время находился в отпуске. В тот же день соратники Бабакова по СР заявили, что это дезинформация.
Впрочем, глава фракции «Справедливой России» в Государственной Думе Сергей Миронов подтвердил информацию об уходе Бабакова из партии.
«Уход господина Бабакова в Народный фронт — это закономерный шаг, и он был вполне ожидаем. И мы в „Справедливой России“ воспринимаем этот шаг со стороны нашего бывшего коллеги с радостью»
Позже сам Бабаков подтвердил информацию о своем выходе из «Справедливой России» и присоединении к ОНФ.
Глава предвыборного штаба ОНФ Сергей Неверов:

ОНФ сейчас единственная в стране площадка, которая дает возможность реализации своих инициатив. И руководителям оппозиционных партий, в первую очередь, Сергею Миронову, нужно об этом задуматься, если они хотят иметь для своих структур какие-то перспективы в дальнейшем. А не только сохранить во что бы то ни стало собственные должности. Пока, на примере Александра Бабакова мы видим, что те, кому будущее страны важнее высоких постов, приходят в ОНФ.

Надеемся, что в ходе праймериз ему удастся предложить яркую, конструктивную программу, выступить с идеями, которые позволят улучшить жизнь и в регионе, и в стране в целом.
4 декабря 2011 года Бабаков избран депутатом госдумы VI созыва по списку партии «Единая Россия».
Бабаков участвовал в финансировании Марин Ле Пен и её партии.
В 2016 году Александр Бабаков не вошёл в список участников праймериз Единой России перед осенними выборами в парламент.
С 28 сентября 2016 года — Член Совета Федерации, Представитель от законодательного органа государственной власти Тамбовской области, заместитель председателя Комитета Совета Федерации по международным делам.
22 сентября 2020 года стал представителем в Совете Федерации от исполнительного органа государственной власти Тамбовской области.
6 октября 2021 года Совет Федерации прекратил полномочия А. М. Бабакова в связи с его избранием в Госдуму.

### За правду
1 февраля 2020 года, на учредительном съезде партии «За правду», писателя Захара Прилепина, Бабаков был избран первым заместителем председателя партии.

## Награды и звания
- Орден «За заслуги перед Отечеством» IV степени (23 ноября 2020 года) — за большой вклад в укрепление российской государственности, развитие парламентаризма и многолетнюю добросовестную работу[17].
- Орден Почёта (18 мая 2017 года) — за большой вклад в укрепление российской государственности, развитие парламентаризма и активную законотворческую деятельность[18].
- Орден Дружбы (21 мая 2008 года) — за заслуги в законотворческой деятельности, укреплении и развитии российской государственности[19].
- Сретенский орден II степени (2013 год, Сербия)[20].
- Кандидат экономических наук.
- Юбилейная медаль «МПА СНГ. 30 лет» (16 ноября 2023 года, Межпарламентская ассамблея СНГ) — за заслуги в деле развития и укрепления парламентаризма, за вклад в развитие и совершенствование правовых основ функционирования Содружества Независимых Государств, укрепление международных связей и межпарламентского сотрудничества[21].
- Почётная грамота правительства Российской Федерации (23 марта 2010 года) — за заслуги в законотворческой деятельности Государственной Думы Федерального Собрания Российской Федерации[22].

## Санкции
В 2014 году был включён в санкционный список стран Евросоюза и Канады из-за действий РФ в Крыму.
25 февраля 2022 года, на фоне вторжения России на Украину, включён в санкционный список Евросоюза в ответ на решение России признать территории Донецкой и Луганской областей Украины и на решение об отправке туда российских войск, кроме того в санкционный лист внесён его сын Михаил Aлександрович Бабаков.
11 марта 2022 года внесён в санкционный список Великобритании «за признание независимости двух сепаратистских регионов в Украине».
30 сентября 2022 года был внесён в санкционный список США в ответ на «фиктивные референдумы» и «аннексию территорий Украины российскими оккупационными силами». Государственный департамент отмечает что депутаты единогласно приняли закон о фейках, а некоторые депутаты сыграли ключевую роль в распространении российской дезинформации о войне.
По аналогичным основаниям находится в санкционных списках Швейцарии, Австралии, Японии, Украины и Новой Зеландии. Власти Швейцарии дважды временно снимали санкционные ограничения на въезд в страну с Александра Бабакова, чтобы он мог получить там медицинскую помощь.

#### Уголовное преследование
В апреле 2022 года Министерство юстиции США выдвинул обвинения против Александра Бабакова и двух его помощников: руководителя аппарата Александра Воробьева и сотрудника Михаила Плисюка. По данным Министерства юстиции они обвиняются «в сговорe c целью обхода санкций США, мошенническом получении виз для въезда в США с целью продвижения глобальной схемы иностранного влияния в интересах российского правительства; во втягивании в эту схему гражданина США, который действовал в качестве незарегистрированного агента России». Прокурор отметил что «российский законодатель Александр Бабаков и двое его сотрудников спланировали тайную российскую пропагандистскую кампанию в США с целью реализации враждебных политических замыслов России против Украины и других стран, включая США».
В обвинительном заключении Бабакова, Воробьева и Плисюка говорится, что кампания была направлена на ослабление партнерских отношений США с европейскими союзниками, подрыв западных санкций и поощрение действий России, «направленных на уничтожение» суверенитета Украины. По данным американских прокуроров, обвиняемые, начиная с 2012 году, стали использовать «международную сеть иностранного влияния и дезинформации» для продвижения интересов России.

## Собственность и доходы
Совместно с российским предпринимателем Евгением Гинером и Михаилом Воеводиным, Бабакова называли совладельцем компании VS Energy, владеющей несколькими областными энергогенерирующими компаниями и гостиничным бизнесом на Украине. Общая выручка энергетического бизнеса группы по 2014 год превысила 13 млрд грн., что составляет около трети рынка передачи электроэнергии локальными сетями в стране.
Является владельцем отеля «Премьер палас» в Киеве.
Согласно Панамским документам, Бабакову с 2007 по 2011 год принадлежал офшор «AED International Limited». С сентября 2011 года компания перешла к его 23-летней дочери. Это произошло за месяц до того, как перед парламентскими выборами ему необходимо было подать декларацию о своем имуществе.
По официальным данным, доход Бабакова за 2011 год составил 1,9 млн рублей, доход супруги — 32 тыс. рублей. Кроме квартиры площадью 69 квадратных метров, оформленной на ребёнка, объектами недвижимости семья не владеет. Хотя «Фонд борьбы с коррупцией» провёл расследование и установил, что депутат Бабаков имеет в собственности поместье во Франции площадью 10.9 га и стоимостью 16 000 000 USD или 800 млн рублей, а также квартиры в Париже по адресу 169 Rue de l’Université, Paris. В июле 2022 года Франция заморозила недвижимость Бабакова в стране, в ответ на российскую агрессию на Украине.

## Семья и увлечения
Женат, имеет троих детей, дочь Ольга Ле Брен, сын Михаил Бабаков. Занимается благотворительностью. Увлекается футболом и подводной охотой. Мастер спорта СССР по настольному теннису.